# Кобеняк
Кобеняк (також бурка, кирея, сіряк, (угор. köpenyeg, пол. kopieniak);— найпоширеніший чоловічий верхній плечовий український одяг, досить широкий, щоб можна було його зимою одягати  поверх кожуха. Головною відміною, що відрізняла кобеняк від інших видів одягу без стану (тулубястих) була відлога (кобка, каптур, бородиця, богородиця). Відлога;— це сукняний мішок, з прорізами для очей та інколи для рота, який закидався за спину, а в дощ чи сильний мороз  його одягали зверху на шапку, захищаючи таким чином лице. Іноді тільки саму відлогу називали кобеняком, то тоді цей вид одягу називали свитою з кобеняком. На Полтавщині кобеняк шили з сірого сукна тому там його називали сіряком. Первісна назва відлоги — бородиця, її в кінці 19 ст. вживали на Західній Україні, у Центральній Україні вживали назву;— богородиця. У Польщі такий вид одягу називали — кепеняк. У гірських районах України подібний одяг без стану, але коротший називали — гугля, гуня, чуга. На Гуцульщині гугля вживалася і як обов'язковий традиційний вид одягу, одягали його також і дівчата на весілля. Така весільна гугля була з білого валяного сукна. Кобеняком в 16 - 17 ст. називали повстяний бурої барви плащ, без рукавів.

## Посилання

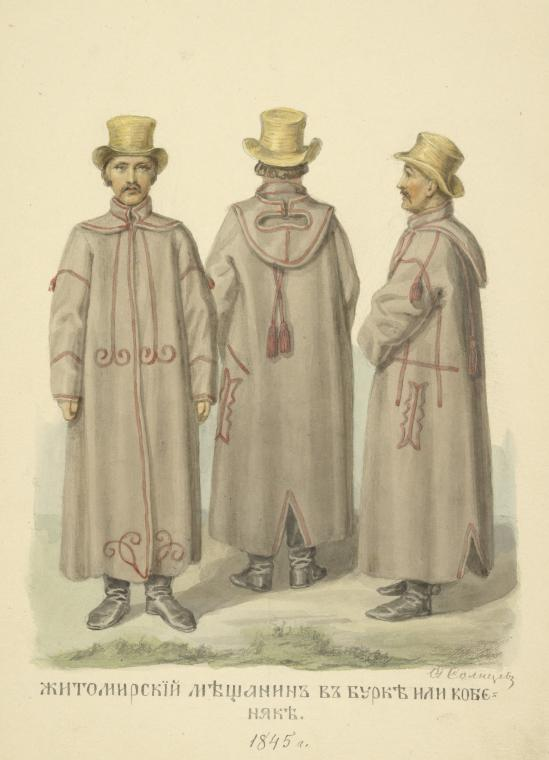
Житомирський міщанин в бурці (кобеняці)
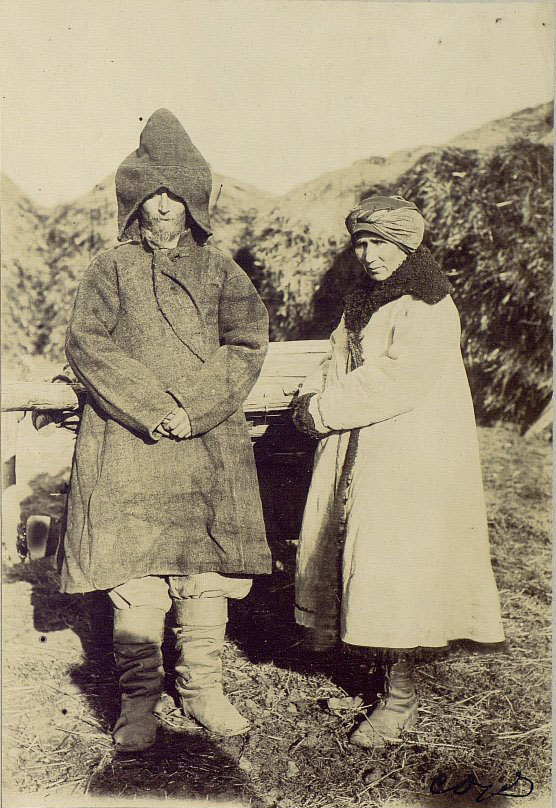
Кобеняк з кобкою з Херсонщини
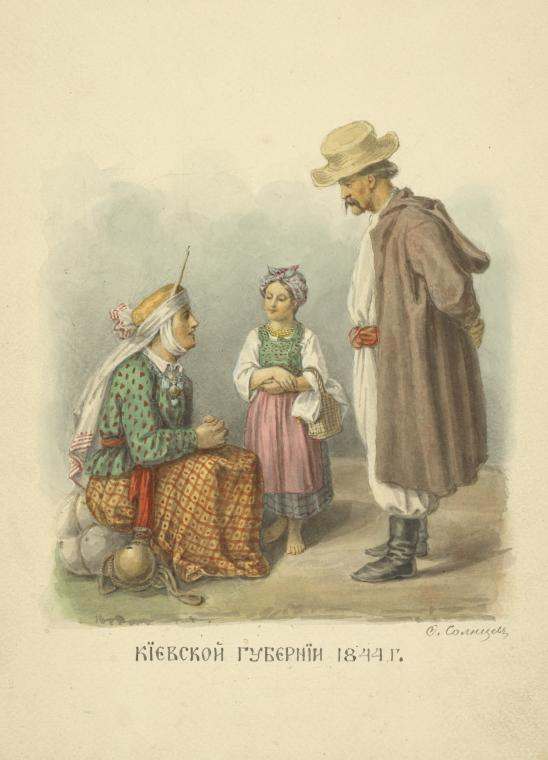
Свита з кобеняком Київської губернії
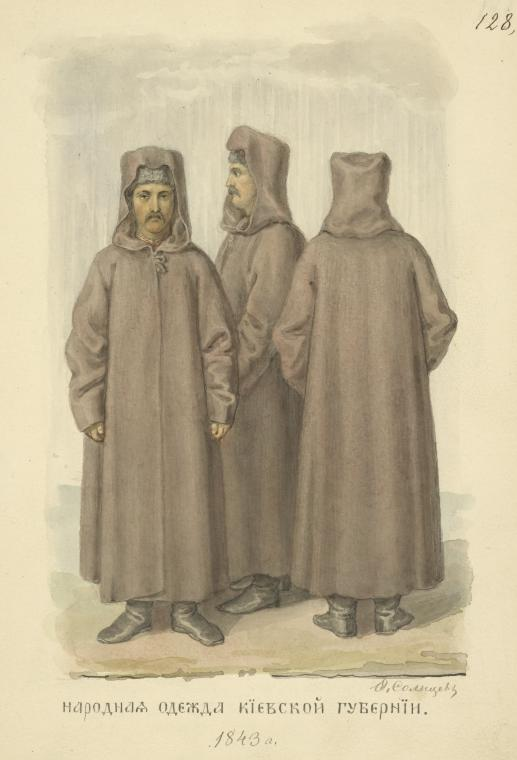
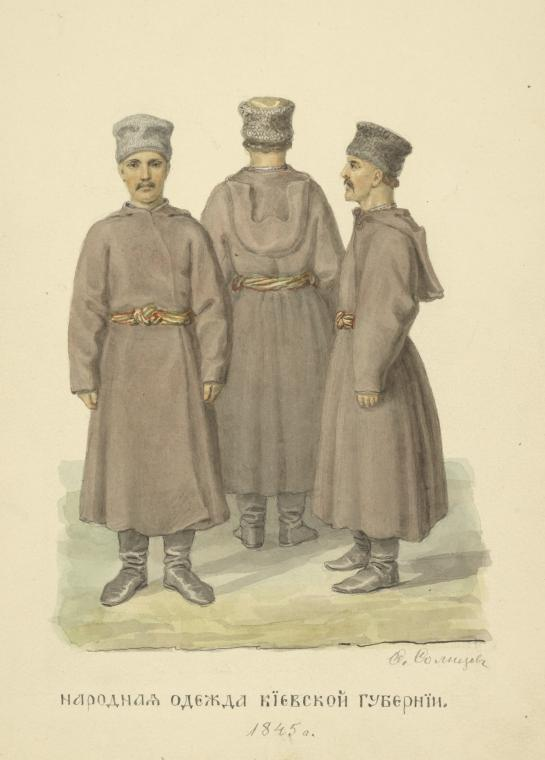
Свита з кобеняком Київської губернії